# Kamienny Las (Chiny)
Kamienny Las (chiń.: 云南石林; pinyin: Yúnnán Shílín) - grupa ostańców
skalnych w prowincji Junnan, w południowo-zachodnich Chinach, na Wyżynie Junnan-Kuejczou, ok.  85 km od miasta Kunming. Uważany za najlepszy na Ziemi przykład form krasu kopiastego. Kamienne formacje wyglądem przypominają zwierzęta, grzyby, drzewa oraz inne rośliny. Niektóre z nich tworzą naturalne mosty i łuki. Występują liczne iglice skalne i mogoty, osiągające wysokość do 50 m. Kamienny Las zajmuje obszar około 5 km².